# Dummy coding
Dummy coding – w statystyce jest to metoda kodowania danych nominalnych (jakościowych) za pomocą wartości 0 i 1 w celu ich analizy statystycznej, np. w analizie regresji. Tak stworzone nowe zmienne binarne (zero-jedynkowe) nazywane są zmiennymi sztucznymi (ang. dummy variables). 
Przykład zastosowania: związek między płcią (wartości: kobieta i mężczyzna) a trybem studiów (wartości: stacjonarne i niestacjonarne) możemy obliczyć za pomocą wzoru na współczynnik fi. Można jednak osiągnąć ten sam efekt (czyli obliczyć siłę związku pomiędzy płcią i trybem studiów) za pomocą współczynnika korelacji liniowej Pearsona, jednak wcześnie trzeba zastosować dummy coding. Zmienną płeć przekształcamy na dane liczbowe: wartość kobieta jest kodowana za pomocą 0, wartość mężczyzna – 1. To samo robimy ze zmienną tryb studiów: wartość stacjonarne zamieniamy na 0, wartość niestacjonarne zamieniamy na 1. 